# Powiatul Człuchów
Powiat człuchowski este un powiat (unitate administrativă poloneză) în voievodatul Pomerania. Reședința lui este orașul Człuchów, care se află la 115 km sud-vest de capitala regională Gdańsk. Abreviația pentru automobile este GSL. Se învecinează cu powiat bytowski la nord, powiat chojnicki respectiv powiat sępoleński la est, powiat złotowski la sud și powiat szczecinecki la vest.
Aceasta a fost înființat pe 1 ianuarie 1999, ca urmare a reformelor guvernamentale poloneze adoptate în 1998. Înainte de reforma administrativă a Poloniei din 1999, toate comunele powiat-ului au aparținut voievodatului Słupsk.
Powiatul se întinde pe o suprafață de 1575 km².

## Demografie
La 1 ianuarie 2013 populația powiatului a fost de 57.402 locuitori.
Date referitoare la populație (31 iunie 2011):
|  | Total  | Total | Femei  | Femei | Bărbați | Bărbați                    |
|  | oameni | %     | oameni | %     | oameni  | % Format:Demografia/raport |

### Evoluție
|  | Graficele sunt indisponibile din cauza unor probleme tehnice. Mai multe informații se găsesc la Phabricator și la wiki-ul MediaWiki. |

| Ani  | Populație (de pe 31 decembrie) |
| ---- | ------------------------------ |
| 1999 | 56 710                         |
| 2000 | 56 779                         |
| 2001 | 56 864                         |
| 2002 | 57 123                         |
| 2003 | 57 048                         |
| 2004 | 56 834                         |
| 2005 | 56 867                         |
| 2006 | 56 926                         |
| 2007 | 56 816                         |
| 2008 | 56 782                         |
| 2009 | 56 762                         |
| 2010 | 56 700                         |

## Comune

Comunele powiatului człuchowski

Este compus din șapte comune: o comună urbană, două comune rurbane și patru comune rurale.
| Stemă | Comună            | Tip     | Suprafață (km²) | Populație (2013) | Reședință  |
|       | Człuchów          | urbană  | 13              | 14.536           |            |
|       | Comuna Czarne     | rurbană | 235             | 9.394            | Czarne     |
|       | Comuna Debrzno    | rurbană | 224             | 9.301            | Debrzno    |
|       | Comuna Człuchów   | rurală  | 361             | 10.686           | Człuchów   |
|       | Comuna Koczała    | rurală  | 223             | 3.488            | Koczała    |
|       | Comuna Przechlewo | rurală  | 244             | 6.307            | Przechlewo |
|       | Comuna Rzeczenica | rurală  | 275             | 3.690            | Rzeczenica |